# APOジャパン
APOジャパンは、神奈川県横浜市に本社を置いていた連鎖販売取引企業。
巨額の詐欺事件を起こしたエル・アンド・ジー会長の波和二が最初に設立した企業である。ホリディマジック、ジェッカーチェーンと並んで"三大マルチ"と呼ばれた。

## 概要
1971年設立。オートモーティブ・パフォーマンス社が開発した水メタノール噴射装置を改良した「マークⅡベーパーインジェクター（MarkII vapor injector）」を製造・販売した。装置には、自動車エンジンの排気ガスを減少させ、燃費を向上させる効果があるとうたっていた。
催眠商法で活動していた島津幸一らによる、テレビCMを利用した勧誘で、3大マルチ最多の25万人まで会員を拡大した。しかし、悪質な勧誘による被害が多発し、1975年2月にはホリディマジック、ジェッカーチェーンの被害者らと共同で「悪徳商法被害者対策委員会」が結成された。
1975年3月、東京都千代田区のホテルで悪徳商法被害者対策委員会がAPOジャパン側と出資金返還の交渉を行ったところ、交渉決裂後に対策委員会の会長がAPOジャパンの社員らに車で拉致・監禁される事件が発生した。会長は「対策委員会を解散する」旨の誓約書を書かされた上で解放された。この事件については、APOジャパンの幹部2人が監禁および傷害の容疑で逮捕されている。
APOジャパンの姿勢が社会的批判を浴びるなか、1975年5月13日衆議院物価問題等に関する特別委員会に会長が参考人として招致され、同年9月には会員の高校生が自殺したことを契機に、同年12月に事実上倒産。アメリカでも1976年1月に環境保護庁（EPA）がロードテストを実施した結果、APOの「マークII・ベーパー・インジェクター」は燃費向上策としてはほとんど実効性が見られないことが明らかとなり、APO・オブ・アメリカも活動停止に追い込まれた。